# Lisse
Lisse és un municipi de la província d'Holanda del Sud, al sud dels Països Baixos. L'1 de gener del 2009 tenia 22.297 habitants repartits sobre una superfície de 16,11 km² (dels quals 0,41 km² corresponen a aigua).

## Centres de població
- Berkhout
- Blinkerd, De
- Bloemenwijk
- Centrum
- Componistenwijk
- Geestwater
- Halfweg
- Loosters, De
- Meerenburgh
- Oranjewijk
- Poelpolder
- Roovers Broek
- Rijckevorsel, Van
- Schilderswijk
- Ter Beek
- Vogelwijk
- Vrouwenpolder
- Zeeheldenwijk
- Zuiderkruis

## Ajuntament
- CDA 4 regidors
- PvdA 4 regidors
- VVD 3 regidors
- Nieuw Lisse 3 regidors
- D66 3 regidors
- SGP/ChristenUnie 2 regidors

## Agermanaments
- Tonami